# Klient (romerriget)
 For alternative betydninger, se Klient. (Se også artikler, som begynder med Klient)
Klient (latin: cliens, clientis) betegnede i antikkens Rom en person, enten af plebeisk-stand eller frigiven, der indgik i et afhængigheds forhold til en patron, som tilhørte samfundets overklasse. Patronen hjalp og beskyttede sin klient eller sørgede for arbejde, mod at klienten stillede sin stemme til rådighed for patronens interesser ved valg til embeder; det såkaldte clientela-system. Clientela (klientel) kan både betegne forholdet mellem klienten og patronen og hele gruppen af klienter, der står under patronens beskyttelse. Klient kan også oversættes med vasal.

## Historie
Betegnelsen stammer fra det latinske ord cluens (hørende), og beskriver parternes indbyrdes status: Patronen tilkalder klienten. Kontakt foregik oftest ved at klinter kom til patronens private hjem, hvor han afholdt audiens i aulaen.
Ifølge legenden var det Romulus der definerede clientela-systemet, for at undgå sociale uroligheder og omvæltninger pga. misundelse eller magtmisbrug. I den tidlige republik indgik klienten i et tvunget afhængighedsforhold til patronen, som altid tilhørte patricier-standen, og først senere fik forholdet en mere frivillig karaktér.
I takt med at Roms magt voksede, spredte clientela systemet sig ud over hele imperiet, og ikke kun familier, men også hele byer eller endog provinser stillede sig under en særlig magtfuld patrons beskyttelse, fx var Marcellus hele Siciliens patron. I forbindelse med Romerrigets ekspansion fik nabokongeriger i flere tilfælde status af klientkongedømme. Selv om klienten reelt helt var underlagt Rom, havde det frihed i interne forhold, og beholdt sin egen hær (og udgifterne til den). Et eksempel på et klientkongedømme er Armenien.

## Klienter og romersk politik
I vore dages politiske system vil et klientsystem være en konkurrent til statens magtmonopol, men i antikkens Rom var dette system staten; romersk politik var ikke klassepolitik men interessepolitik, hvor kampen stod mellem flere grupper, som bundet sammen af troskab og venskab frem for klassefællesskab. Disse netværk bredte sig på kryds og tværs gennem hele samfundet, og politiske konstellationer skiftede hele tiden, alt efter hvor de forskellige gruppers sympati lå. For patronen var formålet med klienter at få magt, ved at kunne bruge deres stemmer til at fremme sine egene interesser.

## Klientilisme
Det vil være en fejl at begrænse fænomenet klientilisme til den romerske kultur, da vi genfinder lignende systemer i alle menneskelige samfund. Den romerske udgave er blot så velbeskrevet at den ofte bruges som model for forholdet mellem magtfulde personer og deres følge andre steder.